# Squarepusher
Squarepusher pseudônimo adotado de Tom Jenkinson (Chelmsford, 17 de janeiro de 1975) é um produtor de música eletrônica britânico. Suas composições recorrem a uma série de influências, incluindo drum and bass, acid house, jazz e música eletroacústica. Suas gravações são tipificados por uma combinação de fontes de som eletrônicos, jogando instrumental ao vivo e processamento de sinal digital. Ele é irmão de Ceephax Acid Crew (Andrew Jenkinson).

## Discografia

#### Álbuns
- 1996 : Feed Me Weird Things (Rephlex Records)
- 1997 : Burningn'n Tree (Warp Records)
- 1997 : Hard Normal Daddy (Warp Records)
- 1998 : Music Is Rotted One Note (Warp Records)
- 1999 : Budakhan Mindphone (Warp Records, mini-album)
- 1999 : Selection Sixteen (Warp Records)
- 2001 : Go Plastic (Warp Records)
- 2002 : Do You Know Squarepusher? (Warp Records)
- 2004 : Ultravisitor (Warp Records)
- 2006 : Hello Everything (Warp Records)
- 2008 : Just a Souvenir (Warp Records)
- 2009 : Solo Electric Bass 1 (Warp Records)
- 2012 : Ufabulum (Warp Records)
- 2015 : Damogen Furies (Warp Records)